# جیجاق کوتوله
جیجاق کوتوله(نام علمی: Cyanolyca nana) نام یک گونه از سرده کبودجیجاق‌های کوچک است.